# HMGA1
HMGA1 (англ. High mobility group AT-hook 1) – білок, який кодується однойменним геном, розташованим у людей на короткому плечі 6-ї хромосоми. Довжина поліпептидного ланцюга білка становить 107 амінокислот, а молекулярна маса — 11 676.
| 10         |  | 20         |  | 30         |  | 40         |  | 50         |
| ---------- |  | ---------- |  | ---------- |  | ---------- |  | ---------- |
| MSESSSKSSQ |  | PLASKQEKDG |  | TEKRGRGRPR |  | KQPPVSPGTA |  | LVGSQKEPSE |
| VPTPKRPRGR |  | PKGSKNKGAA |  | KTRKTTTTPG |  | RKPRGRPKKL |  | EKEEEEGISQ |
| ESSEEEQ    |  |            |  |            |  |            |  |            |

A: Аланін

D: Аспарагінова кислота

E: Глутамінова кислота

G: Гліцин

I: Ізолейцин

K: Лізин

L: Лейцин

M: Метіонін

N: Аспарагін

P: Пролін

Q: Глутамін

R: Аргінін

S: Серин

T: Треонін

Кодований геном білок за функцією належить до фосфопротеїнів. 
Задіяний у таких біологічних процесах, як взаємодія хазяїн-вірус, транскрипція, регуляція транскрипції, ацетилювання, альтернативний сплайсинг. 
Білок має сайт для зв'язування з ДНК. 
Локалізований у ядрі, хромосомах.